# Ulica Jerzego Waszyngtona w Częstochowie

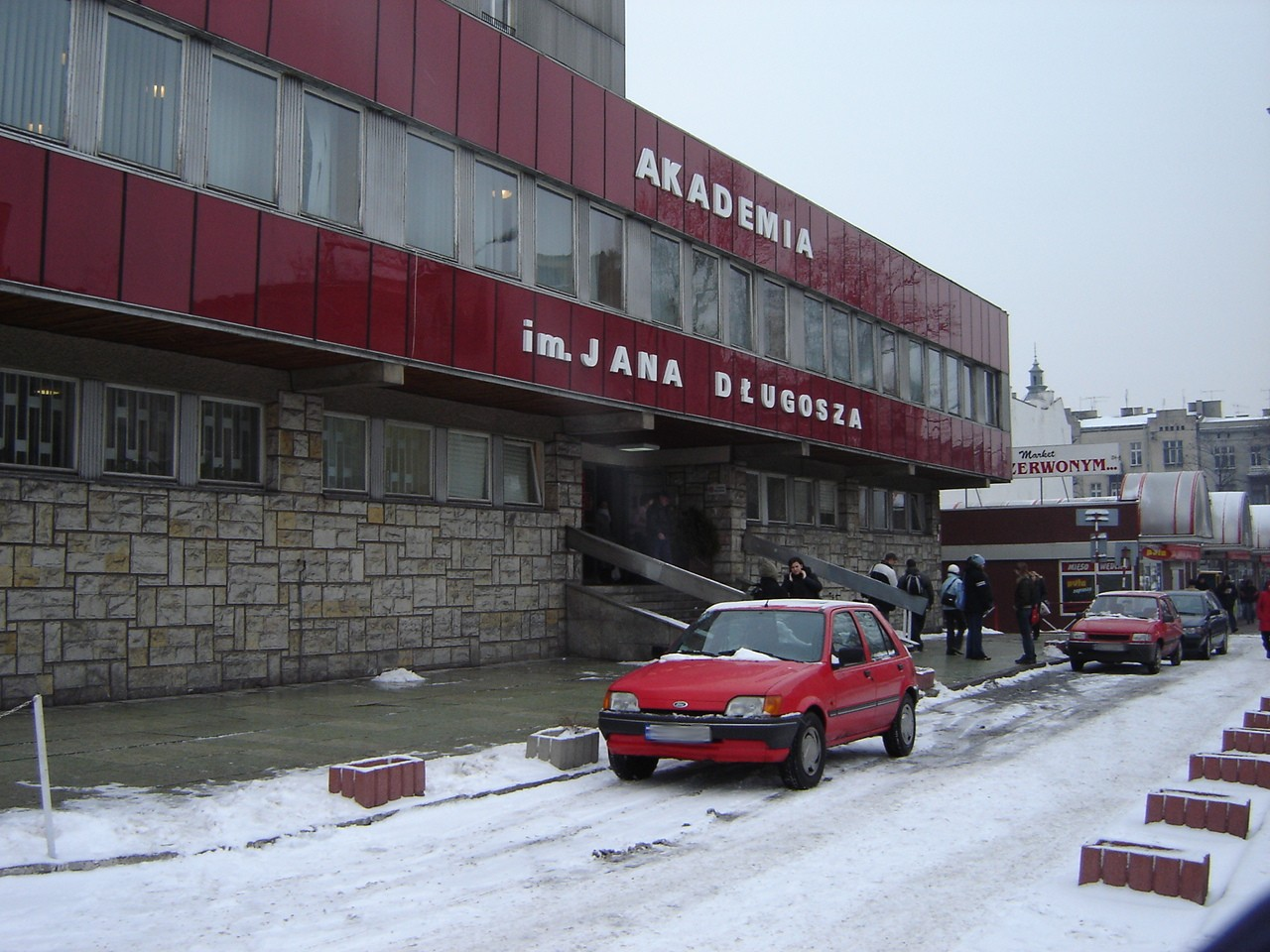
„Czerwony gmach” – dziś Akademia im. Jana Długosza

Ulica Jerzego Waszyngtona (przed 1918 Jasna) – jedna z ważniejszych ulic w śródmieściu Częstochowy, rozciąga się pomiędzy aleją Wolności a ulicą Pułaskiego.
Przed wojną znajdowało się tu kilka fabryk, a na odcinku między ulicą Śląską a parkami osiedlali się najzamożniejsi obywatele.
Ulica zaczyna się skrzyżowaniem z aleją Wolności, gdzie znajduje się targ i przychodnia (dawna siedziba komitetu miejskiego PZPR). Przy ulicy znajduje się także Uniwersytet Humanistyczno-Przyrodniczy im. Jana Długosza w Częstochowie w dawnym gmachu Komitetu Wojewódzkiego PZPR, czyli tzw. „czerwonym gmachu”. Przy skrzyżowaniu z ulicą Śląską położony jest Skwer Solidarności z placem zabaw, fontanną oraz alejkami spacerowymi i Urząd Miasta. Ten ostatni, choć z wejściem od ulicy Waszyngtona, ma jednak adres „ulica Śląska”, co jest pozostałością po dawnych czasach, kiedy to budynek był siedzibą Zjednoczenia Górnictwa Rud Żelaza i jego wejście znajdowało się od ulicy Śląskiej. W dalszej części ulicy stoją głównie bloki mieszkalne.